# Bimbó-barlang
A Bimbó-barlang a Duna–Ipoly Nemzeti Parkban lévő Budai-hegységben, Budapest II. kerületében található egyik barlang.

## Leírás
A Bimbó út 56. sz. ház előtt található a vas fedlappal lezárt és függőleges tengelyirányú bejárata. A Budai-hegységben nagyon ritka kőzetgyűrődés vastag mészmárga rétege alatt helyezkedik el a hévizes eredetű barlang. Budai Márgában jött létre. Falain nagy foltokban borsókő figyelhető meg. A Duna–Ipoly Nemzeti Park Igazgatóság engedélyével tekinthető meg. Naponta maximum 4 csoport látogathatja. Egy csoport maximum 4 főből állhat.
1995-ben volt először Bimbó-barlangnak nevezve a barlang az irodalmában.

## Kutatástörténet
1995-ben Kraus Sándor fedezte fel a barlangot. 1995. május 19-én Kraus Sándor megrajzolta a Bimbó-barlang alaprajz térképét, 2 hosszmetszet térképét és 2 keresztmetszet térképét. A térképek 1:50 méretarányban mutatják be a barlangot. Az alaprajz térképen látható a 2 keresztmetszet elhelyezkedése a barlangban. Az alaprajz térkép használatához a térképlapján jelölve van az É-i irány.
Az 1995. évi MKBT Műsorfüzetben az olvasható, hogy a Budapest II. kerületében lévő Bimbó út 56. számú telken, az épület alapozásakor Kocsis Ákos talált egy üreget. A Budapesti Természetvédelmi Igazgatóság intézkedése után a barlang kezdeti járatait kitisztították Kraus Sándorék az építtető megbízásából. Budai Márgában, egy kb. 50 cm vastag mész-márga pad alatt oldódott ki a 180 m tszf. magasságban nyíló barlang. Lefelé fokozatosan keskenyedő két hasadéka ismert. Egyikben foltokban apró borsókő fehérlik, bizonyítva a mélyebb szinten feltételezhető nagyobb üregekkel a nyílt légteres összeköttetést. A Rózsadomb ismert barlangjainak 160–170 m szinten van fő üregesedése, azaz nem túl mélyen. A kiadványban publikálva lett a barlang alaprajz térképe és 2 keresztmetszet térképe.
Az 1995. évi Földtani Közlönyben az van írva, hogy a Rózsadombon és környékén véletlenül előbukkant gömbfülkék kutatása néhányszor sikertelen volt, pl. a Bimbó út 58. sz. alatti gömbfülke kutatása. 1994-ben a Bimbó út 58. előtt gázcsőfektetéskor üreg nyílt meg. Ez be lett temetve, de 1995 májusában a Bimbó út 56. kertjében új gömbfülke bukkant elő. A Budapesti Természetvédelmi Igazgatóság kutatott a helyszínen, de érdemleges felfedezés nem történt a Budai Márgában. Kraus Sándor jutott le kb. 3 m mélyre. Oldalról lehet majd bejutni az épület széle alatt lévő lejárathoz. Elvileg biztosított a későbbi kutatás. A tanulmányhoz mellékelve lett a Rózsadomb és környéke barlangjainak helyszínrajza, amelyen jelölve van a barlang helye.
Az 1995–1996. évi Karszt és Barlangban kiadott összeállítás szerint a Bimbó út 56. sz. házat 1995-ben bővítették. Itt a Budai Márga allodapikus mészkőpadjában egy néhány méter hosszú oldásos járat nyílt meg. Kraus Sándor kutatta. Lejáratot hoztak létre közterületről. A Bimbó út 58. sz. ház előtt a gázvezeték felújításakor láthatóvá vált omladékzóna nagyon közel van a barlanghoz. Az allodapikus mészkő alatt várható agyagos márga miatt kérdéses, hogy a mélyben lévő esetleges barlangrendszerrel milyen kapcsolata lehet.
1998. május 14-től a környezetvédelmi és területfejlesztési miniszter 13/1998. (V. 6.) KTM rendelete szerint a Duna–Ipoly Nemzeti Park Igazgatóság illetékességi területén, a Budai-hegységben található Bimbó-barlang az igazgatóság engedélyével látogatható. 2005. szeptember 1-től a környezetvédelmi és vízügyi miniszter 22/2005. (VIII. 31.) KvVM rendelete szerint a Duna–Ipoly Nemzeti Park Igazgatóság működési területén, a Budai-hegységben található Bimbó-barlang a felügyelőség engedélyével látogatható. Groma Klára 2011-es kéziratában szerepel a Budapest II. kerületében lévő 12765/1 hrsz. területen elhelyezkedő Bimbó-barlang, amelynek 4762-70 a kataszteri száma. A védett és lezárt barlang 13 m hosszú, 3 m függőleges kiterjedésű és 3 m mély.